# Kathy McMillan
Kathy Laverne McMillan, później Ray (ur. 7 listopada 1957 w  Raeford, w stanie Karolina Północna) – amerykańska lekkoatletka, specjalistka skoku w dal, wicemistrzyni olimpijska z 1976.
Zdobyła brązowy medal w skoku w dal na igrzyskach panamerykańskich w 1975 w Meksyku. W 1976 trzykrotnie poprawiała rekord Stanów zjednoczonych w tej konkurencji, doprowadzając go do wyniku 6,78 m (12 czerwca w Westwood).
Na igrzyskach olimpijskich w 1976 w Montrealu zdobyła srebrny medal w skoku w dal, za Angelą Voigt z NRD, a przed Lidiją Ałfiejewą z ZSRR. Zwyciężyła na igrzyskach panamerykańskich w 1979 w San Juan.
Nie mogła wziąć udziału w igrzyskach olimpijskich w 1980 w oskwie z powodu bojkotu przez Stany Zjednoczone, ale zwyciężyła w alternatywnych zawodach Liberty Bell Classic w Filadelfii, zorganizowanych dla lekkoatletów z państw, które zbojkotowały igrzyska olimpijskie. Ponownie zdobyła złoty medal na igrzyskach panamerykańskich w 1983 w Caracas.
Była mistrzynią USA (AAU) w skoku w dal w 1976 i 1979, a także halową mistrzynią w skoku w dal w 1977 i 1979.
Rekordy życiowe McMillan:
| Konkurencja | Data i miejsce            | Wynik  |
| ----------- | ------------------------- | ------ |
| skok w dal  | 12 czerwca 1976, Westwood | 6,78 m |